# 汁なし担々麺
汁なし担々麺（しるなしたんたんめん）は、日本で一般的な丼がスープで満たされた担々麺に対し、本場中国の汁の無い担々麺をアレンジしたB級グルメである。

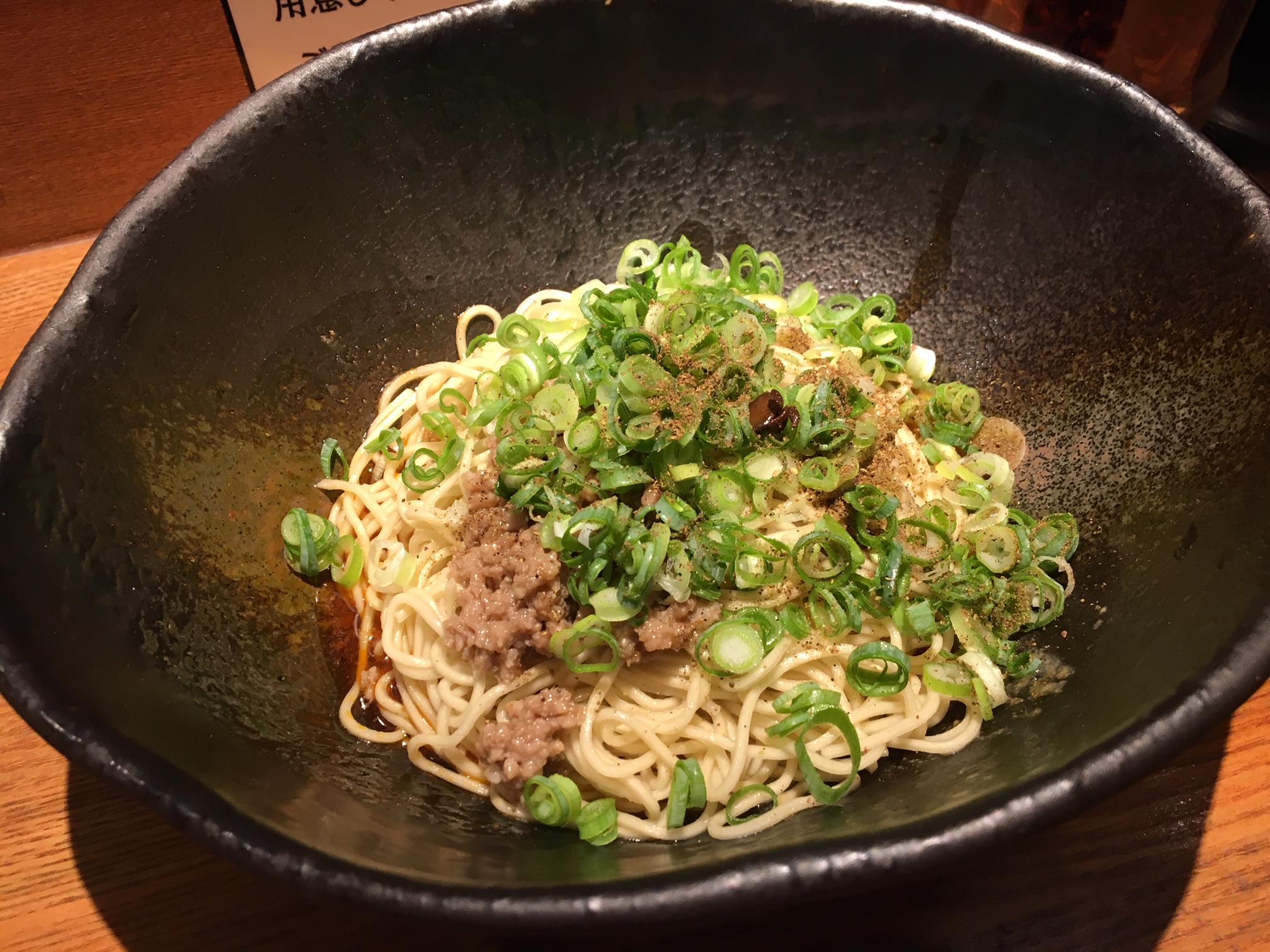
広島の汁なし担々麺

## 概要
中国四川省出身の料理人陳建民が、1950年代に来日し、日本人向けに汁麺として改良した担担麺が普及しているが、担担麺発祥の地である四川省では、汁気のないものが一般的である。四川省の担担麺に、店舗独自のアレンジを加えて誕生したものが、日本の汁なし担担麺である。
味の基本である五味に、唐辛子による辛味、花椒による痺れ（麻味）を加えた七味が特徴。店によっては、花椒の量を客が選択でき、更に麻味を求める客のために、テーブル上には花椒が卓上調味料として置かれていることもある。
グルメ雑誌『dancyu』や『オリコン』によれば、全国の汁なし担々麺には3つのタイプがあり、胡麻ペースト（芝麻醤）や干し海老の風味を加えるなどのアレンジを施した「東京式」、中華料理店や一部の専門店でつくられる、本場そのままの「成都式」、そして広島で独自の発展を遂げた「広島式」という。『dancyu』2018年4月号は、広島の汁なし担担麺店「キング軒」2015年初夏の東京進出を『仁義なき戦い 頂上作戦』になぞらえて『仁義なき汁なし担担麺 頂上決戦編 〈男厨〉』というタイトルで特集を組み、ここから汁なし担々麺業界は一気に活性化したと解説している。
2013年には日清食品から「冷凍 日清の汁なし担々麺」が発売された。

### 広島
近年のブームの火付け役は、広島式の汁なし担担麺で、全国的にその名前が知られる広島のご当地グルメとなっている。広島のお店は「汁なし担担麺」と表記した看板を掲げる。
2000年代に広島で局地的にブームを呼んだ。一般に普及する汁あり担々麺が、ゴマの風味を主役とするのに比べ、広島の汁なし担担麺は、山椒のひりひりと痺れる辛さを主役とする。またまぜそばの担担麺バージョンと広島の汁なし担担麺は、ビジュアル・味ともに全く異なる。「広島の人は辛いものが好き」と言われ、辣油の辛さに加えて、和食にはない「麻（マー）」の辛さは、中国原産の花山椒によるもの。鰻などにかけられる和山椒とは全く異なり、和山椒の2倍の辛さで、ツーンと鼻の奥に届く特徴的な高い香りを持ち、口に運べば体は火照り、冬でも額からじわりと汗が吹き出て、唇の感覚が無くなる程のひりひりと痺れる唯一無二の辛さが特徴。辛いものが好きな広島人の味覚に、この「麻」が新たな感動と衝撃を与えたとする見方もある。但し、そもそも山椒が苦手な人にとっては花椒も受け付けないものであり、唐辛子の辛さが平気な人でも花椒の辛さを苦手とする人も中にはいる。「辛くて痺れる」というポイントは、尖った特徴でもあり、好き嫌いが分かれる。
その他、お店によって味は異なるが、お好み焼きなど、広島の料理で広く使われる甘くて柔らかい広島特産の観音ネギの風味を利かせ、かん水少なめの中細麺に温泉卵のトッピングが一般的である。食べる前に20回、30回としつこいくらいに混ぜるというルール。出てきた時は未完成の料理で、客が混ぜることで完成する。そうすることで全ての食材が混ざり合い、さまざまな味が渾然一体となって味わえる。
広島汁なし担担麺の元祖は、2001年（平成13年）に広島県広島市中区で創業した「きさく」である。当初はラーメン店であったが、客が入らず潰れかけていた。ある日、中国人留学生が汁なし担担麺の作り方を教える料理教室に同店の店主が参加したところ、その美味しさに感銘を受けた。その後、店主は中国・四川省へと渡り、本場の担担麺を片っ端から食べ歩いて研究を重ね、ラーメン店から汁なし担担麺の店に転換した。オープン当初、まだ日本人の多くがこの料理の存在すら知らなかったが、同店でアレンジされた担担麺は知る人ぞ知る名物となった。「きさく」では担々麺で一般的に使用される胡麻は使わない。一般的に麺は熱盛であるが、きさくでは冷やしも選べる。また〆に残った汁にご飯を入れて食べる「担担ご飯」についても、店主の発案ではなく、客が自発的に始めたものが発祥であった。
続いて、2009年12月オープンの広島市中区の「くにまつ」が、2010年頃から起きた第二次ブームを牽引する。同店の店主は東京出身で、建設会社を経て、長野県の製麺所に勤務後、松本市で「中華そば くにまつ」を経営していた。店主が旅行で広島を訪れた際に、たまたま食べた広島の汁なし坦担麺の味にやみつきになり、広島に移住。店舗も移転し、汁なし担担麺店に鞍替えした。「くにまつ」の特徴は、店主が元々製麺所に勤めていたことから始めた自家製麺。店主は「広島に恩返しをしたい」と、具体的なレシピを公表して汁なし担担麺の普及に寄与した。これにより汁なし担担麺に新規参入する店が次々と現れた。広島市内に4店舗構える「武蔵坊」もその一つで、「汁なし担担麺の街・広島」が形作られていった。「くにまつ」は広島県内だけでなく、店主の故郷・東京や、縁のある長野・宮城・島根など全国に15店舗を展開している。長野には「くにまつ」の常連だった人が広島汁なし担担麺を出す店もある。「キング軒」も創業者が「きさく」で汁なし担担麺を食べ、「この味は何だ!?」と驚き、自分でも作ってみようと2012年に創業した。
「きさく」「くにまつ」と「キング軒」を「広島式汁なし担担麺」御三家と呼ぶ。他に専門店は20店以上あり、味はそれぞれ異なる。
2017年にはサンヨー食品からカップ麺として「サッポロ一番 街の熱愛グルメ 広島式汁なし担担麺」が発売されている。
広島でもソウルフードと認知されており、広島市内にはたくさんの汁なし担担麺の店があり、味を競っている。アンガールズ田中卓志は「麺にすごくこだわっていて、もちもちしてます」とその魅力を述べた。2018年現在、広島県内に汁なし担担麺の専門店は25店以上、提供店は200店以上ともいわれ、2022年では約30店舗前後ある。
2025年にはヤマダイからカップ麺の「凄麺 広島汁なし担担麺」が発売されている。

#### 食べ方
- 麺が熱いうちに、麺、タレ、具材をよく混ぜる。30回は混ぜるのが良いとされる[出典 43]。
- 麺を食べ終えて残ったタレに白ご飯、温泉卵を入れて〆にすることも多い[出典 44]。

### 東京
東京都ではそれまで、裏メニュー的な扱いで知る人ぞ知る料理であったが、2007年に「阿吽」「双六」「辣椒漢」が相次いで開店する。
特に「阿吽」の芝麻醤ベースのタレに太麺をからませ、肉味噌、干し海老、ナッツを添えるスタイルは東京式の象徴ともいえるもので、多くの店に影響を与えている。
水菜がのり、トッピングにパクチーを合わせることが多い。

### 成都
東京・新橋の「趙楊」に代表されるように、四川省成都で食される本場そのままの担々麺をアレンジしたものである。松の実や青菜のほか、冬菜（ドンツァイ）や芽菜（ヤーツァイ）などの中国漬物が入ることがある。芝麻醤は入らない場合が多い。
かんすい少なめのコシのない麺に茹でた青菜がのることが多い。

## 名称
「汁なし担々麺」という名称を初めて使った店は、東京都の「赤坂四川飯店」である。当時、代表を務めていた陳健一氏がメニューに載せるにあたり、兄弟弟子であった新潟県長岡市の中華料理店「喜京屋」の疋田氏に相談し、「汁がないんだから、汁なしでいいんじゃない？」と言われたのが始まりである。
汁なし担担麺と「々」を用いないの表記のほか、担々面と「麺」を「面」と表記する店もある。
また、四川式の担々麺を提供する店舗では「成都担々麺」と呼称する店もある。